# Humiria balsamifera

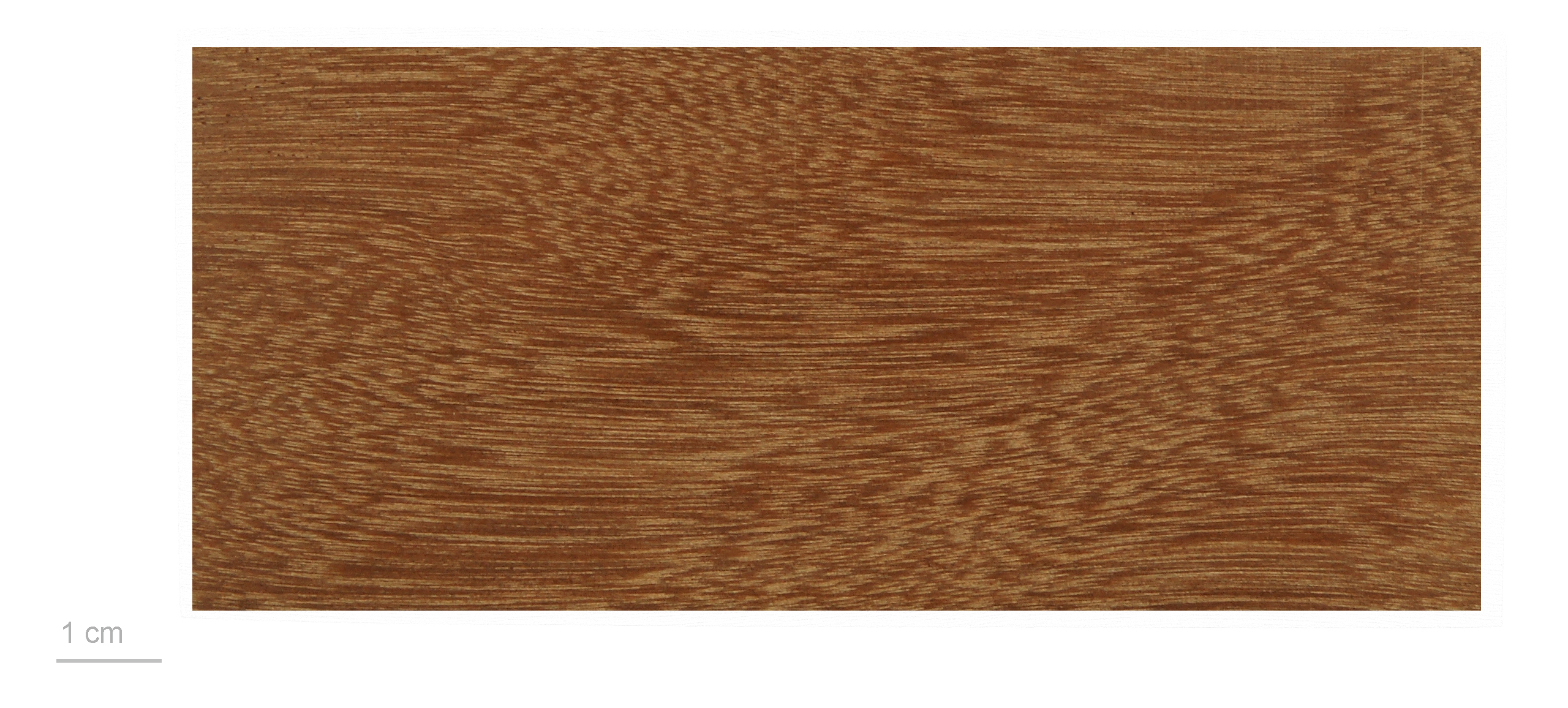
Humiria balsamifera - MHNT

O umiri (Humiria balsamifera) é uma espécie botânica pertencente à família Humiriaceae.